# Gherasim Emil (költő, 1904–1946)
Gherasim Emil (Péterlak, 1904. október 17. – Marosvásárhely, 1946. május 26.) erdélyi magyar költő, szerkesztő. Ifj. Gherasim Emil apja.

## Életútja
Marosvásárhelyen fémipari iskolát végzett, helyi lapok munkatársa, színész, tisztviselő, a II. világháborúban munkaszolgálatos. Kertész Ákossal és Bartha Istvánnal együtt szerkesztette a Cot la cot – Vállvetve című kétnyelvű antológiát (Marosvásárhely, 1936), Emil Dandea és Antalffy Endre előszavaival. A kötetben a szerkesztők mellett többek közt Morvay Zoltán, Tamásy György, Wass Albert magyar, Virgil Carianopol, Vasile Netea, Saşa Pană, Teodor Scarlat román írásokkal szerepel. Zeneműszövegével díjat nyert a budapesti Liszt Ferenc Zeneművészeti Főiskola pályázatán (1942). Portréját Márkus Lajos készítette el, több versét megzenésítette Baló Sándor.

## Kötetei
- Az élet hullámain (versek, Marosvásárhely, 1935)
- Anyám (versek, Marosvásárhely, 1936)
- Két nap... (versek, Marosvásárhely, 1942)